# Qibo
Qibo (kinesiska: 齐伯)  är en köping i sydvästra Kina. Den ligger i stadsdistriktet Pingba i staden Anshun i provinsen Guizhou, omkring 46 kilometer väster om provinshuvudstaden Guiyang. Antalet invånare är 12495. Befolkningen består av 5 973 kvinnor och 6 522 män. Barn under 15 år utgör 27,0 %, vuxna 15-64 år 62 %, och äldre över 65 år 10,0 %.